# 大阪南農業協同組合
大阪南農業協同組合（おおさかみなみ のうぎょうきょうどうくみあい、通称JA大阪南）は、大阪府富田林市に本店を置く農業協同組合である。

## 概要
- 設立：1998年（平成10年）4月1日  - 南河内地区5市3町1村の9JAが合併して発足
- 本店所在地：富田林市甲田3-4-10
- 組合員数：40,140名（平成28年3月31日現在）
- 職員数：427名[1]（平成28年3月31日現在）
- 地域の主な特産物 - ナス・キュウリ・サトイモ・ズイキ・ブドウ・イチジク・モモ・ナシ・ミカン・植木

## 事業区域
大阪府南東部の南河内地区
- 藤井寺市
- 羽曳野市
- 富田林市
- 松原市及び堺市美原区の一部
- 大阪狭山市
- 河内長野市
- 太子町
- 河南町
- 千早赤阪村

## 農産物直売所
- あすかてくるで羽曳野店 - 「道の駅しらとりの郷・羽曳野」内（羽曳野市埴生野）
- あすかてくるで河内長野店 - 「奥河内くろまろの郷」（河内長野市高向）

## その他
- イメージキャラクターは「みなみちゃん」 - 2013年（平成25年）の合併15周年記念に一般公募[2]。